# Manas (Drôme)
Manas település Franciaországban, Drôme megyében. Lakosainak száma 178 fő (2022. január 1.). Manas Charols, Pont-de-Barret és Puy-Saint-Martin községekkel határos.

## Népesség
A település népességének változása:
| Lakosok száma | 85   | 101  | 137  | 162  | 189  | 192  | 194  | 191  | 184  | 178  |
|               | 1968 | 1982 | 1990 | 2006 | 2013 | 2015 | 2017 | 2019 | 2020 | 2022 |